# Епархия Сату-Маре
Епархия Сату-Маре (лат. Dioecesis Satmariensis, венг. Szatmári Római Katolikus Egyházmegye, рум. Dieceza Romano-Catolică de Satu Mare) — католическая епархия латинского обряда с центром в городе Сату-Маре, Румыния. Большинство прихожан — этнические венгры и ципзерские немцы.

## История

Территория епархии на севере, выделена жёлтым

Епархия Сатмара (венгерское имя города) была основана в 1804 году. В то время территория епархии входила в состав Королевства Венгрия и покрывала существенно бо́льшую территорию, чем сейчас. После первой мировой войны — в составе Румынии.
В 1948 году епархия была ликвидирована, а её территория присоединена к епархии Оради. 18 октября 1982 года епархия Сату-Маре воссоздана.

## Современное состояние
Епархия объединяет приходы на территории жудецов Сату-Маре и Марамуреш. С 2003 года епархию возглавляет епископ Йенё Шёнбергер. Кафедральный собор епархии — Собор Вознесения Господня. По данным на 2010 год епархия насчитывала 63 450 верующих, 48 приходов и 61 священника.